# Saori Ariyoshi
Saori Ariyoshi (født 1. november 1987) er en japansk fodboldspiller. Hun har spillet for Japans kvindefodboldlandshold.

## Japans fodboldlandshold
| Japans landshold | Japans landshold | Japans landshold |
| År               | Kmp              | Mål              |
| ---------------- | ---------------- | ---------------- |
| 2012             | 5                | 0                |
| 2013             | 8                | 0                |
| 2014             | 17               | 0                |
| 2015             | 12               | 1                |
| 2016             | 7                | 0                |
| 2017             | 0                | 0                |
| 2018             | 14               | 0                |
| Total            | 63               | 1                |